# ناومبورغ (هسن)
ناومبورغ (بالألمانية: Naumburg, Hesse) هي بلدة، ، مدينة و بلدة ألمانية تقع في ألمانيا في كاسل. يقدر عدد سكانها بـ 5,394 نسمة .

## المدن التوأمة
مدن Komárom و سان ماورو باسكولي هي مدن توأمة لـناومبورغ (هسن).